# 43844 Rowling
43844 Rowling este un asteroid din centura principală, descoperit pe 25 iulie 1993, de Mark Hammergren.